# تاريخ كولومبيا البريطانية

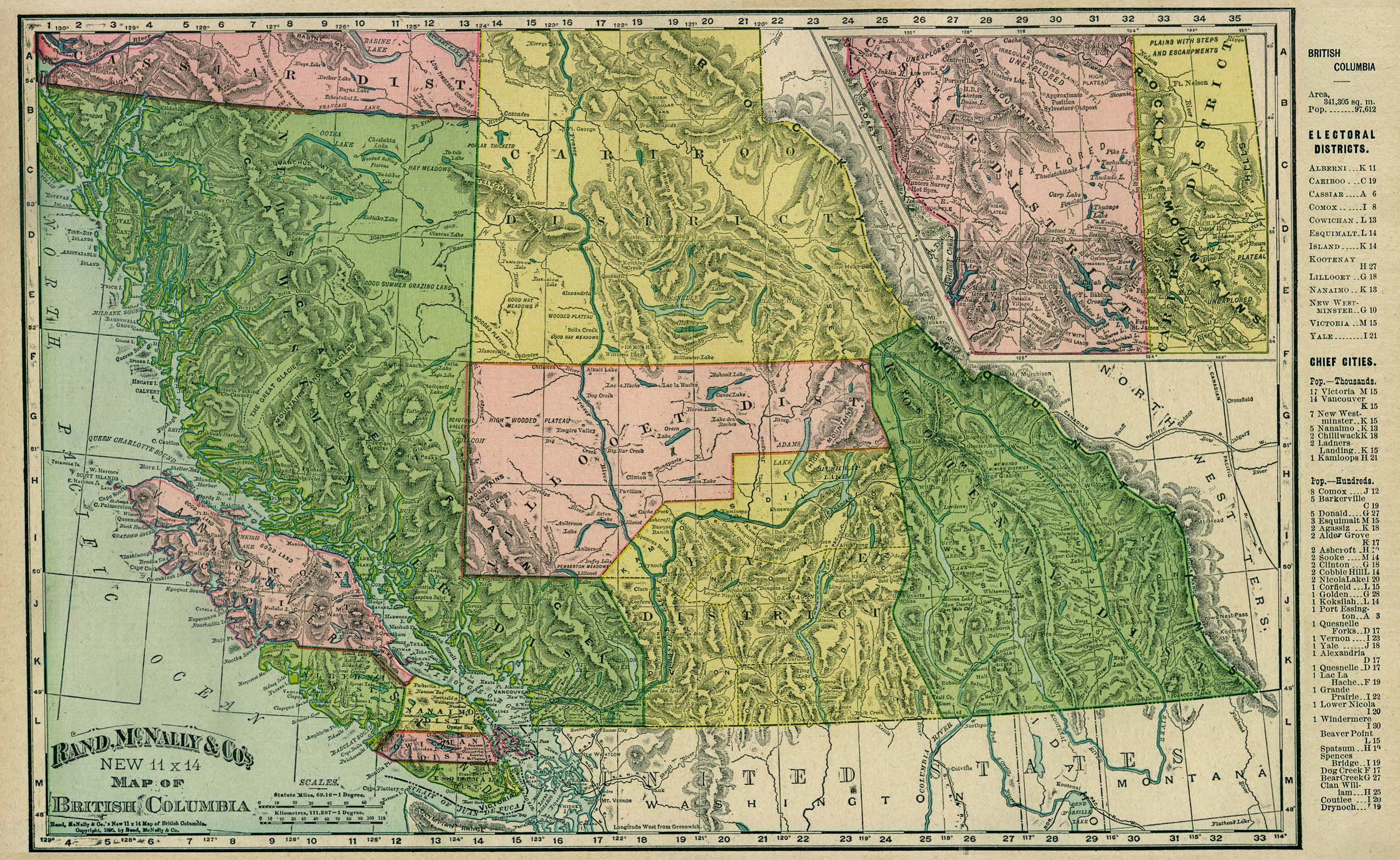

يعود أصل نشأة كولومبيا البريطانية (بالإنجليزية: British Columbia) وهي المقاطعة الكندية الواقعة في أقصى غرب البلاد من الناحية السياسية إلى ائتلاف بين مستعمرتين بريطانيتين، وقد انضمت كولومبيا البريطانية إلى الاتحاد الكونفدرالي الكندي في تاريخ 20 يوليو 1871. لعل أكثر مؤرخي كولومبيا البريطانية تأثيرًا كانت مارغريت أورمسبي؛ إذ قدمت في كتابها «كولومبيا البريطانية: تاريخ» (1958) نموذجًا هيكليًا تبناه العديد من المؤرخين والمدرسين، يقول عنه تشاد رايمر «من جوانب عديدة، لم يوجد ما تفوق عليه بعد». وقد وضعت أورمسبي سلسلة من الافتراضات التي منحت التاريخ ديناميكيته: 
«النزاع المستمر بين القوات البحرية والجيش القاري، والتعارض بين النموذج الهرمي (المنغلق) للمجتمع -الذي تمثل في شركة خليج هدسون والمسؤولين الاستعماريين- وبين الرؤية (المنفتحة) القائلة بالمساواة بين البشر لدى المستوطنين الإنجليز والكنديين، والتوترات الإقليمية بين جزيرة فانكوفر والبر الرئيسي، وبين فانكوفر بوصفها مدينة مركزية والبر الظهير الداخلي».

## الشعوب الأصلية
يرجع انطلاق التاريخ الإنساني للمنطقة التي باتت تُعرف باسم كولومبيا البريطانية إلى آلاف من السنين التي خلت. وقد عُثر على لقى أثرية في كولومبيا البريطانية تعود بتاريخها إلى حد 13,500 عام، مع البدء بتحريات حول الاحتمال المثير لوجود مواقع تحت الماء.
لقد أثرت جغرافية الأرض بالتطور الثقافي للشعوب، وسمحت في بعض المناطق ببلوغ هذا التطور الثقافي حد إقامة القرى الدائمة والمنشآت الاجتماعية المركبة ونشوء سلسلة واسعة من اللغات. تُقسم كولومبيا البريطانية وفق النظرية الأنثروبولوجية إلى ثلاث مناطق ثقافية، الساحل الشمالي الغربي والهضبة والشمال، وقد تطورت الأمم الأولى في كل من هذه المناطق عادات وتقاليد ومنهجيات معيشية ناسبت الموارد في البيئة المحيطة. يتوفر سمك السلمون في قسم كبير من كولومبيا البريطانية، وقد شكل عنصرًا أساسيًا من النظام الغذائي حيث وُجد. ويُستخدم مصطلح «قبل التماس» لوصف الفترة الزمنية التي سبقت حصول التماس بين الأمم الأولى والمستكشفين الأوروبيين، وقد اختلف التوقيت الدقيق لهذا التماس وفقًا للظروف، لكنه حدث في الساحل بين سبعينيات القرن الثامن عشر ومطلع القرن التاسع عشر، إلا أنه حدث في وقت لاحق ضمن المناطق الداخلية.
كانت كولومبيا البريطانية قبل وصول الأوروبيين موطنًا للعديد من الشعوب الأصلية التي تحدثت بأكثر من 30 لغة مختلفة، من بينها «بابين-ويتسوسيتن» و«داني-زا(قبيلة البيفر)» و«كارير» و«تشيلكوتين» و«كري» و«شيبيويان (لغة ديني)» و«غيتكسان» و«هايدا» و«هايسلا» و«هالكوميليم» و«كاسكا» و«كوتيني» و«كواكوالا» و«ليلويت» و«نيسغا» و«نو-تشا-نولث» و«نوكسالك» و«سينكوتين» و«سيكاني» و«شوسواب» و«سينيكست» و«سكواميش» و«تاغيش» و«تاهلتان» و«لغة تومسون» و«تلينجيت» و«تسيتسوت» و«تسيمشيان». وكان ثمة تماس متكرر بين الجماعات وكانت الرحلات البحرية عبر مضيق جورجيا ومضيق خوان دي فوكا أمرًا شائعًا.
مكّنت وفرة الموارد الطبيعية، مثل سمك السلمون وأشجار الأرز، من تطوير مجتمع هرمي مركب ضمن التجمعات البشرية الساحلية. وبتوفر كل هذا الطعام، استطاعت شعوب المناطق الساحلية أن تبذل وقتها من أجل مساع أخرى مثل الفن والسياسة والحروب.

## المستكشفون الإسبان الأوائل
كان البحارة الإسبان أول الزوار الأوروبيين للمنطقة التي تعرف اليوم باسم كولومبيا البريطانية، إلى جانب بحارة أوروبيين آخرين أبحروا لحساب التاج الإسباني. ثمة بعض الأدلة على أن خوان دي فوكا، ذا المولد اليوناني، الذي أبحر لحساب إسبانيا واستكشف الساحل الغربي لأمريكا الشمالية في تسعينيات القرن السادس عشر، قد يكون وصل إلى الممر بين ولاية واشنطن وجزيرة فانكوفر، المعروف اليوم باسم مضيق خوان دي فوكا. (وسُمي الممر تيمنًا بزيارة خوان دي فوكا حسنة السمعة على يد مستكشف بريطاني لاحق يُدعى تشارلز وليام باركلي).
ما من دليل في الحقيقة على وصول خوان دي فوكا إلى كولومبيا البريطانية. لقد اخترع مضيقًا من خياله أسماه مضيق إينان (بالإنجليزية: Strait of Ainan) في عام 1560، الأمر الذي أسر أذهان الأوروبيين الباحثين عن طريق سريع ومباشر من أوروبا إلى الصين. بات هذا معروفًا باسم الممر الشمالي الغربي، طريق بحري خطير مغطى بالجليد عبر الدائرة القطبية الشمالية التي لم يصل إليها سوى 94 مركبًا بعد بعثة المستكشف القطبي النرويجي العظيم روال أموندسن التي استمرت ثلاث سنوات من عام 1903 إلى عام 1906. أرسل الإسبان والبريطانيون عدة بعثات استكشافية للعثور على هذا الممر الشمالي الغربي شبه الأسطوري، وكان من بينها بعثة جيمس كوك الاستكشافية في عام 1778. في حال اعتُبر خوان دي فوكا صادقًا، فيكون قد عبر المحيط المتجمد الشمالي في عام 1560. غير أن الأوروبيين كانوا قد عرفوا بشأن الممر الشمالي الغربي، وكانت بعثة جون كابوت الاستكشافية الفاشلة عام 1479 بمثابة المحاولة الأولى لعبوره، وانتهت آخر الأمر بموت المستكشف. ويزداد هذا الأمر تعقيدًا بسبب الجدل الذي يدور حول ما إن كان خوان دي فوكا شخصًا حقيقيًا من الأساس، إذ يشكك بعض الباحثين بوجوده الفعلي.
ما من أدلة كثيرة تقترح أن التجار والمستكشفين الأوروبيين كانوا يجيئون بوتيرة منتظمة إلى كولومبيا البريطانية الحالية في القرن السابع عشر، فأول اكتشاف أوروبي موثق لكولومبيا البريطانية كان على يد جيمس كوك في عام 1778.
بدأ قدوم الأوروبيين يزداد غزارة في منتصف القرن الثامن عشر، إذ دخل تجار الفراء المنطقة بهدف الصيد الجائر لحيوانات القضاعة البحرية. ورغم وجود نظرية وبعض الأدلة التي تقول إن السير فرانسيس دريك قد يكون استكشف ساحل كولومبيا البريطانية في عام 1579، إلا أن الادعاء التقليدي يذهب إلى كون «خوان فرانسيسكو دي لا بوديغا إي كوادرا» هو من أتم أول رحلة بحرية موثقة، وهذه حدثت في عام 1775. وبفعله ذلك، أعاد كوادرا تأكيد ادعاء الأحقية الإسبانية بكامل ساحل المحيط الهادئ، الأحقية التي ادُعيت للمرة الأولى على يد فاسكو نونييث دي بالبوا في عام 1513، إذ أعلن الأخير كامل المحيط الهادئ وشواطئه جزءًا من الإمبراطورية الإسبانية. أبحر كوادرا متجاوزًا حيد سونورا المرجاني، الذي عُمد باسمه هذا تيمنًا بسفينة كوادرا، إلى جزيرة التدمير (بالإنجليزية: Destruction Island) في عام 1775. قتل أفراد طاقمه على يد السكان الأصليين من أكلة لحوم البشر على الشاطئ، وحاولوا تسلق سفينته إلى أن قضى الطاقم عليهم باستخدام المدافع النارية. غادر كوادرا ساحل واشنطن وأبحر إلى مدينة سيتكا في ألاسكا، غير أنه لم يصل إلى اليابسة أو «يكتشف» كولومبيا البريطانية. إذ لم يحدث قبل بعثة القبطان جيمس كوك الاستكشافية الثالثة التي قُيض لها الإخفاق أن «اكتُشفت» كولومبيا البريطانية، حين رست سفينته في الخليج الصغير الذي سُمي آنذاك «الجون الودود» (بالإنجليزية: Friendly Cove)، وهو «بوغاز نوتكا» في يومنا الحالي.
وفي عام 1774، أبحر الملاح الإسباني خوان خوسيه بيريز هرنانديز، ذو الأصل المكسيكي، من سان بلاس، نويفا غلاسيا (الموقع الذي يسمى اليوم ولاية ناياريت)، مع توجيهات بالوصول إلى خط عرض 60ْ الشمالي من أجل اكتشاف المستوطنات الروسية المحتملة والاستحواذ على الأراضي لصالح التاج الإسباني. وصل هرنانديز إلى خط عرض 55 الشمالي، وأصبح بذلك أول أوروبي يرى جزر الملكة شارلوت وجزيرة فانكوفر. لقد تاجر مع السكان المحليين قرب نقطة إيستيفان، غير أن ذلك حدث على ما يبدو دون النزول إلى اليابسة. وأرغِمت البعثة الاستكشافية على العودة إلى نويفا غلاسيا، بسبب انعدام المؤونة.
وبما أن بعثة بيريز هرنانديز الاستكشافية الأولى فشلت في تحقيق هدفها، نظم الإسبان بعثة ثانية في عام 1775 من أجل الهدف نفسه. انطلقت هذه البعثة تحت إمرة برونو دي هيسيتا على متن سفينة «سانتياغو» التي قادها بيريز هرنانديز، وكانت البعثة مصحوبة من قبل خوان فرانسيسكو دي لا بوديغا إي كوادرا على متن سفينة «لا سونورا». بعد تعرض البعثة الاستكشافية للأمراض والعواصف والمصاعب الأخرى، عاد دي هيسيتا إلى نويفا غلاسيا، بينما تابع كوادرا طريقه باتجاه الشمال، حتى بلغ نهاية المطاف خط عرض 59ْ الشمالي عند الموقع الحالي لمدينة سيتكا في ألاسكا. خلال هذه البعثة، حرص الإسبان على النزول إلى اليابسة عدة مرات وبسط أحقية التاج الإسباني بشكل رسمي على الأراضي، مع تأكدهم من غياب المستوطنات الروسية على طول الساحل. وبعد ثلاث سنوات، في عام 1778، وصل ربان البحرية الملكية البريطاني جيمس كوك إلى المنطقة، بحثًا عن الممر الشمالي الغربي، ونجح في النزول عند بوغاز نوتكا على جزيرة فانكوفر، حيث تاجر هو وأفراد طاقمه مع شعب «نو-تشا-نولث» (من الأمم الأولى). وعقب مقايضة جيمس كوك لسلعه بجلد القضاعة البحرية غير المدبوغ، أجرى أفراد طاقمه بدورهم مقايضة جنوا منها ربحًا هائلًا في ماكاو على طريق العودة إلى بريطانيا. وأفضى هذا إلى تدفق التجار نحو ساحل كولومبيا البريطانية، ونشوء تماس اقتصادي مستمر مع الشعوب الأصلية هناك.